# Jaroslav Nešetřil

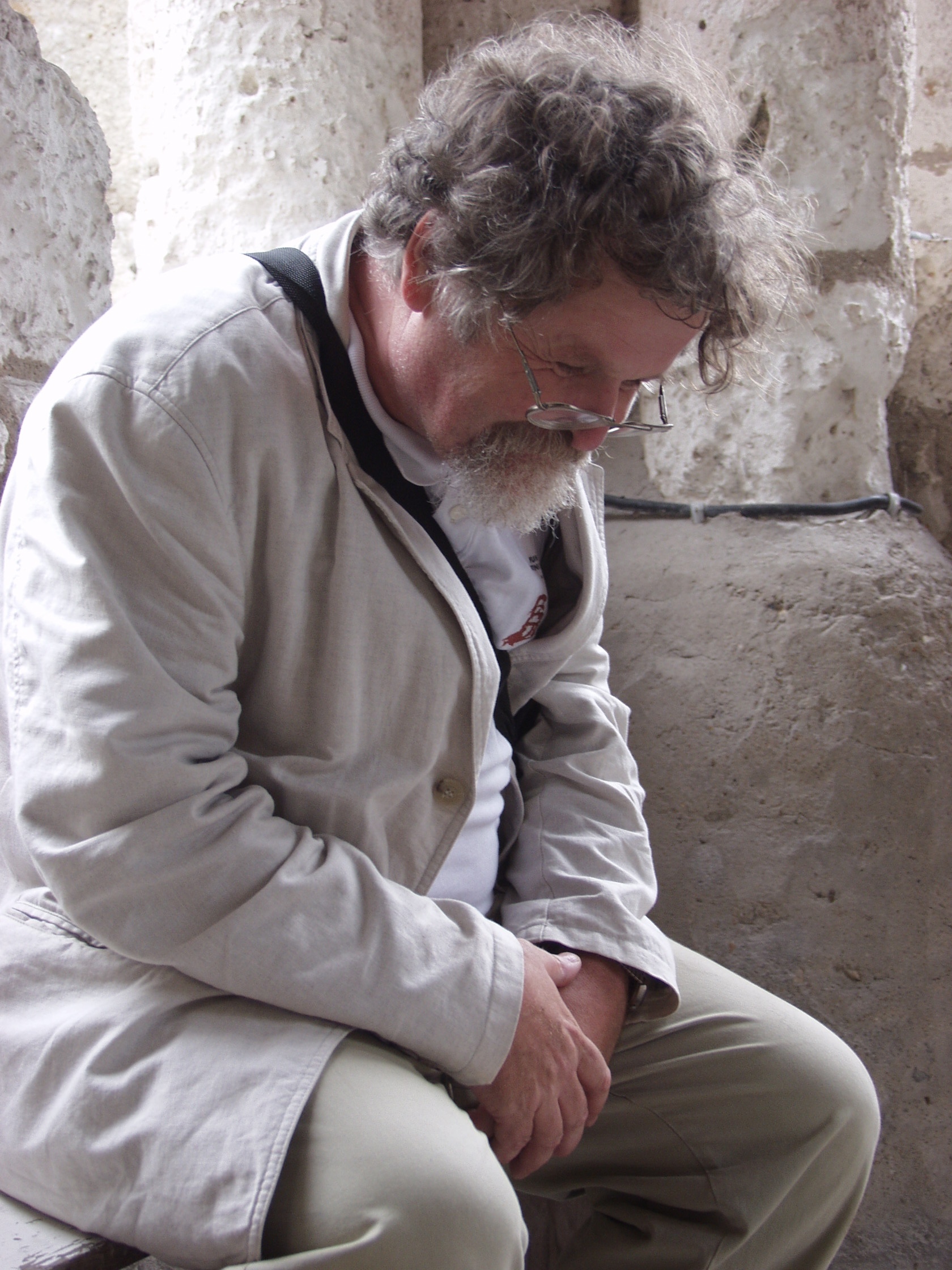
Jaroslav Nešetřil

Jaroslav „Jarik“ Nešetřil (* 13. März 1946 in Brünn) ist ein tschechischer Mathematiker, der sich mit Kombinatorik beschäftigt.

## Leben und Werk
Nešetřil studierte 1964 bis 1969 an der Karls-Universität Prag (und ein Semester in Wien, zwei Semester 1969 an der McMaster University in Hamilton, Ontario, wo er seinen Master-Abschluss machte). 1975 promovierte er in Prag bei Ales Pultr (Partitionen von Mengensystemen). 1988 habilitierte er sich (Doktortitel) (Partitionen von Strukturen). Seit 1970 ist er Professor in Prag, seit 1993 hat er in Prag eine volle Professur. Ab 1981 leitete er die Gruppe für Operations Research, ab 1986 war er Leiter der Abteilung Angewandte Mathematik an der Karls-Universität. Seit 1996 war er dort der Leiter des DIMATIA (Zentrum für Diskrete Mathematik, Informatik und ihrer Anwendungen). 2000 bis 2009 war er Direktor des Instituts für theoretische Informatik an der Karls-Universität.
Er war unter anderem Gastprofessor an der McMaster University, der University of Waterloo, an der Universität Bonn (mehrfach, als Humboldt Fellow und John von Neumann Professor), der Universität Barcelona, der École normale supérieure, der University of Chicago, am LaBRI in Bordeaux, an der Academia Sinica in Taiwan und am Mittag-Leffler-Institut in Stockholm. Außerdem war er Berater bei Microsoft Research und an den Bell Laboratories.
1977 erhielt er die Silbermedaille der Union tschechoslowakischer Mathematiker und Physiker. Mit Vojtěch Rödl erhielt er 1985 den tschechischen Staatspreis. Seit 2006 ist er Vorsitzender des tschechischen Teils der Internationalen Mathematischen Union. Er ist Ehrendoktor der University of Alaska Fairbanks und der Universität Bordeaux. 1996 wurde er korrespondierendes Mitglied der Nordrhein-Westfälischen Akademie der Wissenschaften in Düsseldorf. 2004 wurde er Mitglied der Gelehrten-Gesellschaft der Tschechischen Republik in Prag. 2012 wurde er als ordentliches Mitglied in die Academia Europaea aufgenommen. 2013 wurde er Ehrenmitglied der Ungarischen Akademie der Wissenschaften. 2008 war er Invited Speaker auf dem Europäischen Mathematikerkongress in Amsterdam (From sparse to nowhere dense structures: dualities and first order properties). 2010 war er Invited Speaker auf dem Internationalen Mathematikerkongress in Hyderabad (Indien) (Sparse combinatorial structures: classification and applications, mit P. Ossona de Mendez).
Nešetřil beschäftigte sich unter anderem mit Färbungsproblemen von Graphen, Ramseytheorie, Algebra, teilgeordneten Mengen, Komplexitätstheorie und NP-Vollständigkeit in der Informatik. Er veröffentlichte über 300 Aufsätze und neun Bücher (bis 2009).
Zu seinen Doktoranden zählt Robin Thomas.

## Schriften
- Graphs and Homomorphisms. Oxford University Press, 2004
- Mit Jiří Matoušek: Diskrete Mathematik – eine Entdeckungsreise. Springer 2002 (englisches Original: Invitation to discrete mathematics. Oxford University Press 1998)
- Mit Vojtěch Rödl: Mathematics of Ramsey Theory. Springer 1991 (Algorithms and Combinatorics, Vol. 5)
- Jaroslav Nešetřil, Patrice Ossona de Mendez: Sparsity - Graphs, Structures, and Algorithms (Algorithms and Combinatorics, Vol. 28). Springer, 2012, ISBN 978-3-642-27874-7.